# Ferdinandea
Ferdinandea – mała wyspa wulkaniczna, która pojawiła się w 1831 roku na Morzu Śródziemnym pomiędzy Sycylią a wybrzeżem Tunezji. Leżała w Cieśninie Sycylijskiej, mniej więcej w połowie drogi między południowo-zachodnim wybrzeżem Sycylii a wyspą Pantelleria. Współcześnie szczyt wulkanu znajduje się 7 m p.p.m.

## Aktywność
Ferdinandea była wynurzonym wierzchołkiem podmorskiego wulkanu, należącego do pola wulkanicznego zwanego Campi Flegrei Mar Sicilia („Pola Flegrejskie Morza Sycylijskiego”), przez analogię do Pól Flegrejskich (wł. Campi Flegrei) na Półwyspie Apenińskim. Erupcje wulkaniczne w tym miejscu zauważono już podczas I wojny punickiej (264-241 p.n.e.), następnie aktywność wulkaniczną notowano od XVII do XX wieku. Kilkukrotnie wulkanizm tworzył w tym miejscu efemeryczne wyspy. W 1831 roku wynurzyła się wyspa, do której prawa rościły sobie Francja, Hiszpania, Królestwo Obojga Sycylii i Wielka Brytania. Roszczenia terytorialne zniweczyła jednak erozja, która szybko zniszczyła wynurzony stożek, sprawiając, że wulkan ponownie pogrążył się w morzu. W 1863 roku na kilka dni ponowna erupcja utworzyła niewielką wysepkę. Ostatnia pewna erupcja miała miejsce w 1867 roku, bardziej wątpliwy jest wybuch wulkanu w 1911. Główne typy skał wylewnych, powstałych podczas erupcji tego wulkanu, to trachybazalt i bazalt.
Badania z 2006 roku wskazują, że centra wulkaniczne na dnie Cieśniny Sycylijskiej nie są osobnymi stożkami, ale kraterami jednego dużego podmorskiego wulkanu, nazwanego imieniem starożytnego filozofa Empedoklesa. Wulkan ten ma co najmniej 400 m wysokości względnej, a jego podstawa ma wymiary 25 na 30 kilometrów.

## Historia

### Erupcja z 1831 roku

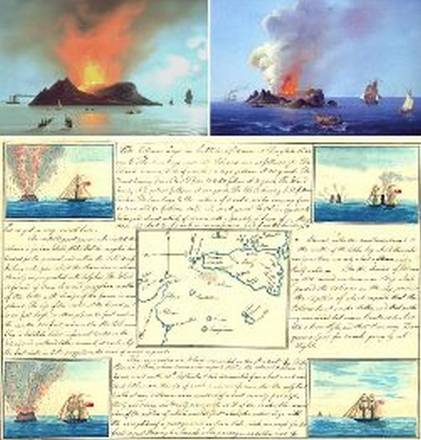
Notatki francuskiego geologa Prévosta, zilustrowane przez artystę

28 czerwca 1831 roku w nadmorskiej miejscowości Sciacca na Sycylii dały się odczuć wstrząsy sejsmiczne, które powtarzały się do 10 lipca. Tego dnia zaobserwowano też kolumnę wody, unoszącą się z powierzchni morza, wysoką na ok. 20 m i o obwodzie niemal 700 m. Z morza unosiły się gazy wulkaniczne, od 13 lipca z lądu widać było kolumnę dymu; wystąpiło śnięcie ryb. Chmura pary unosząca się z morza miała ok. 600 m wysokości. 17 lipca stwierdzono, że na morzu pojawiła się nowa wysepka. Erupcja wykazywała największą intensywność w dniach 18–24 lipca, po czym stopniowo wygasła w pierwszych dniach sierpnia. Pod koniec lipca wyspa miała ok. 30 m wysokości i ok. jednego kilometra obwodu. Raport z 4 sierpnia podawał największe rozmiary: wyspa miała kształt kolisty, obwód 4800 m, wznosiła się maksymalnie na 63 m n.p.m., od północy otwierał się krater o obwodzie 184 m. Po ustaniu erupcji otwory wulkaniczne od północnej strony szybko zalała woda, tworząc dwa małe jeziorka. Erozja wyspy postępowała bardzo szybko: 25 sierpnia obwód zmniejszył się do ok. 3 km, a 3 września do 1 km, przy wysokości ok. 32 m i obwodzie krateru ok. 230 m. 29 września obwód wysepki zmniejszył się do nieco ponad 600 m. Powstanie i rozwój wyspy śledziło wielu uczonych tej epoki, wśród nich Edward Davy, Warington Wilkinson Smyth i Constant Prévost.
Kilka krajów rościło pretensje do własności tej wyspy. Brytyjczycy, do których należała wówczas Malta, nazwali ją Graham Island na cześć Jamesa Grahama i umieścili na wyspie flagę. Król Ferdynand II Burbon przyłączył 17 sierpnia oficjalnym aktem wyspę, nazwaną na jego cześć Isola Ferdinandea, do Królestwa Obojga Sycylii. We wrześniu Francuzi umieścili flagę na wyspie i nadali jej nazwę Île Julia, od miesiąca, w którym powstała (fr. Juillet). W międzyczasie działanie fal systematycznie niszczyło wyspę; w październiku 1831 wznosiła się już tylko około metr nad poziom morza, a krater był nierozpoznawalny, zaś pod koniec miesiąca jedyną pozostałością była niewielka piaskowa mielizna. W grudniu wyspa całkowicie zniknęła pod falami.

### XX wiek
W 1987 roku, podczas amerykańskiej operacji wojskowej przeciwko Libii, piloci bombowców pomylili płytko zanurzony szczyt podmorskiego wulkanu z libijską łodzią podwodną i zrzucili na niego bomby głębinowe. W 2000 roku, w związku z sugestiami możliwego ponownego wynurzenia się wyspy, książę Karol, jeden z potomków sycylijskich Burbonów, wysłał nurków, by umieścić tam tablicę oświadczającą, że jest to terytorium włoskie.